# La Louvière
La Louvière (valonsky El Louvire) je frankofonní město v Belgii.
Nachází se v arrondissementu Soignies ve valonské provincii Henegavsko.
Je neoficiálním hlavním městem bývalé uhelné oblasti Centre, která leží mezi oblastmi Borinage na západě a Pays Noir na východě.
Žije zde přibližně 81 tisíc obyvatel.

## Historie
Legenda o vlčici kojící dítě u La Louvière připomíná mytické zrození Říma.
Skutečné počátky města však sahají do 12. století.
V té době byla tato zalesněná oblast pravděpodobně domovem vlků a nesla název Menaulu, odvozený od starofrancouzského slova pro vlčí doupě.
Území bylo součástí větší osady Saint-Vaast, která zahrnovala několik panství a patřila klášteru Aulne.

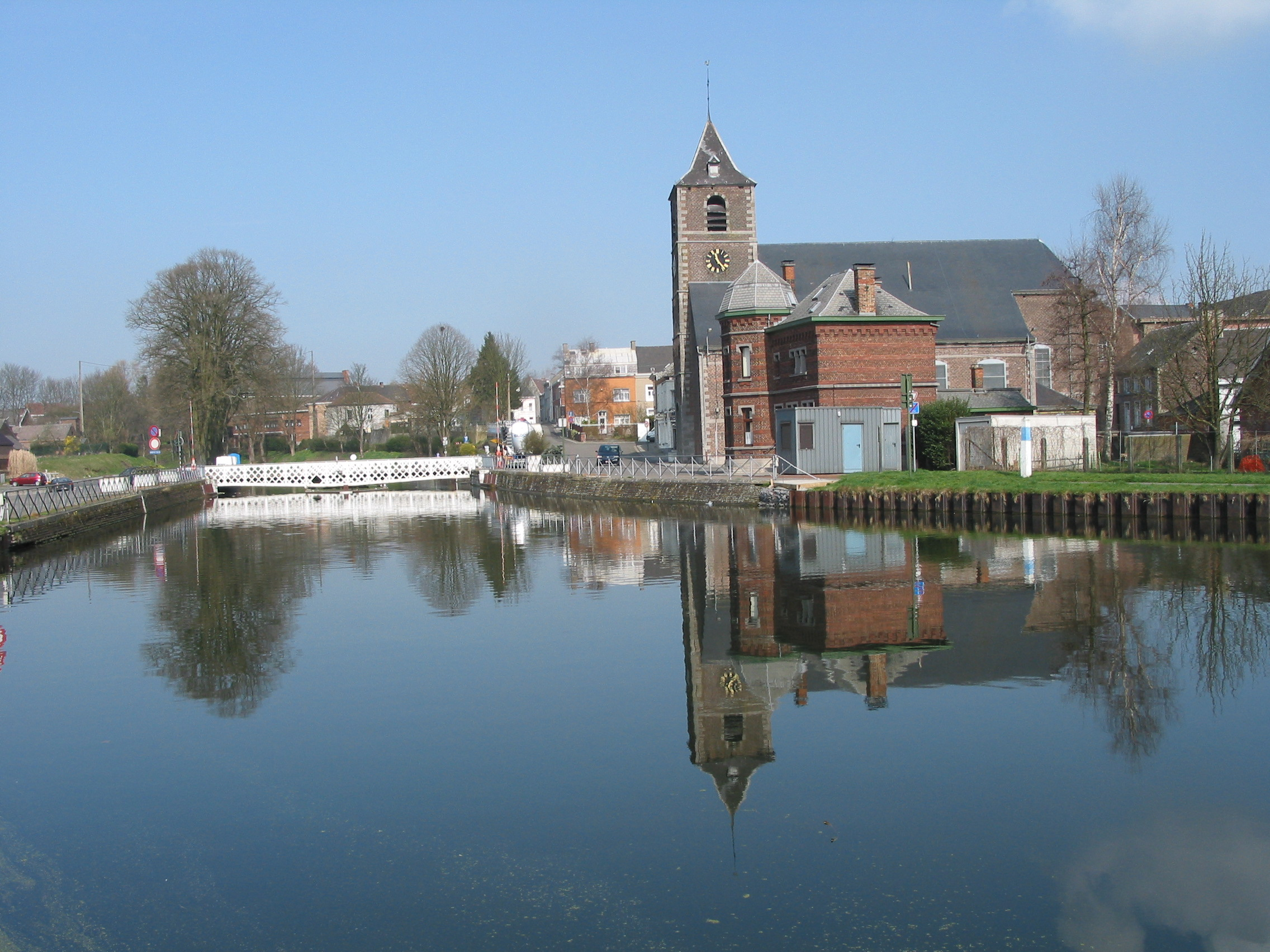
Vesnice Houdeng-Aimeries

Do roku 1284 byl název oblasti přeložen do latiny a následným překladem zpět do francouzštiny dosáhl dnešní podoby La Louvière.
Páni ze Saint-Vaast podporovali průzkum této oblasti bohaté na ložiska uhlí a roku 1390 se začalo s těžbou.
Opatství Aulne však odmítalo poskytnout potřebnou infrastrukturu, a proto výraznější rozvoj těžby uhlí v této oblasti začal až v 18. století.
V 19. století byly vybudovány silnice, kanály a železnice, díky kterým bylo možné vyvážet uhlí.
Vzhledem k dostatku této energetické suroviny se investovalo také do průmyslu.
La Louvière rychle předčila Saint-Vaast, ke kterému vždy patřila, a to jak v počtu obyvatel, tak po ekonomické stránce.
Za 50 let se stala jedním z nejvýznamnějších měst ve Valonsku a roku 1869 byla uznána jako samostatné město.
Dnes je La Louvière po Charleroi, Lutychu, Namuru a Monsu pátým největším valonským městem.

## Zajímavosti
- Na území obce se nacházejí tři ze čtyř hydraulických lodních výtahů na Canal du Centre, který spojuje povodí Mázy a Šeldy. Tyto výtahy pocházejí z přelomu 19. a 20. století a od roku 1998 figurují na Seznamu světového dědictví UNESCO.
- Komplex obytných domů vybudovaných v první polovině 19. století pro dělníky z Bois-du-Luc byl zrekonstruován a jeden z těchto domů je přístupný veřejnosti, stejně jako několik muzeí, zabývajících se historií těžby uhlí v oblasti Centre.
- V La Louvière se nachází množství kaplí a kostelů z 13.-16. století.
- V La Louvière je vystavena jedna z nejlepších sbírek děl Idela Iancheleviciho.

## Vývoj počtu obyvatel
- 1977: 77 859 obyv.
- 1994: 76 907 obyv.
- 2002: 76 533 obyv.
- 2005: 77 013 obyv.
- 2006: 77 210 obyv.

## Bývalé obce
Roku 1977 byly v rámci politiky slučování obcí k La Louvière připojeny bývalé obce Boussoit, Haine-Saint-Paul, Haine-Saint-Pierre, Houdeng-Aimeries, Houdeng-Gœgnies, Maurage, Saint-Vaast, Strépy-Bracquegnies a Trivières. Dále k La Louvière patří vesnice Besonrieux, která byla dříve součástí bývalé obce Familleureux, jež dnes patří k obci Semeffe.

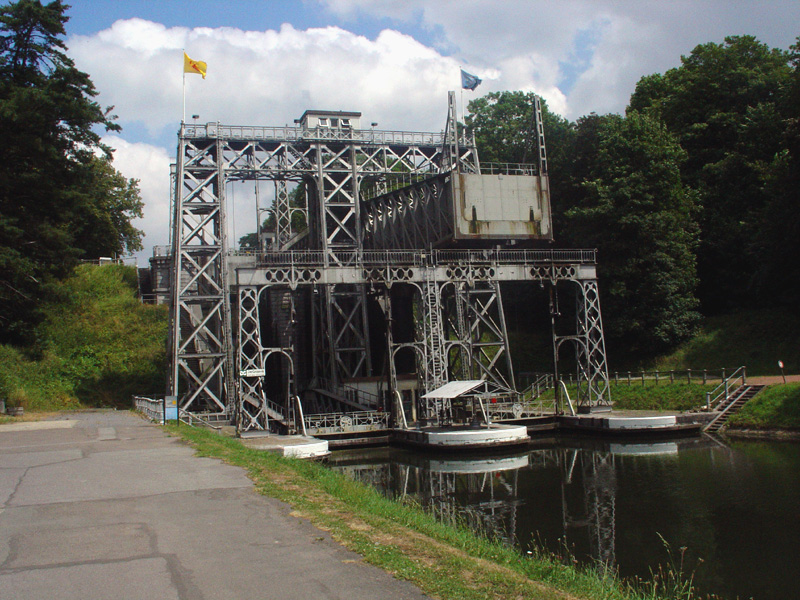
Lodní výtah na Canal du Centre

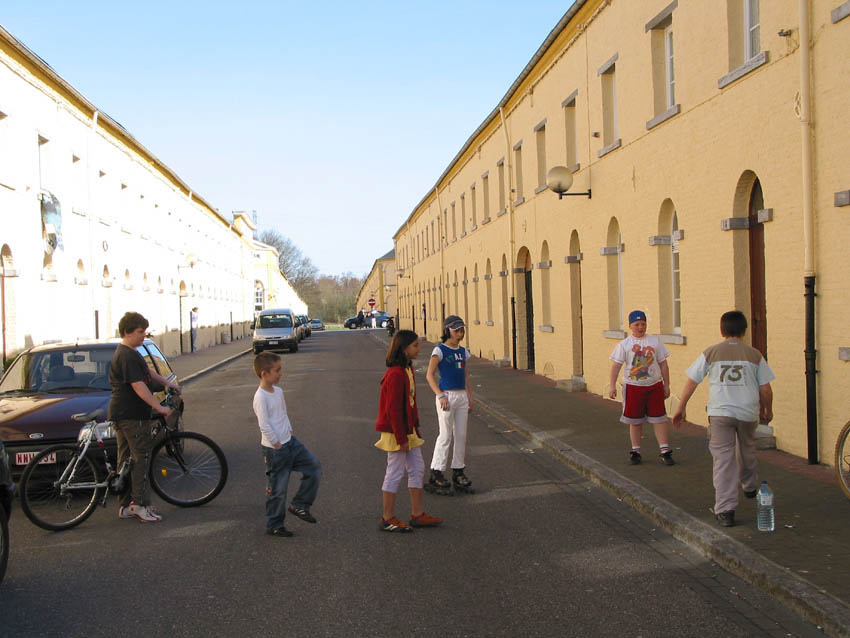
Ubytování pro dělníky v Bois-du-Luc

| #    | Název               | Rozloha (km²) | Počet obyvatel (21. 02. 1996) |
| ---- | ------------------- | ------------- | ----------------------------- |
| I    | La Louvière         | 8,68          | 20 526                        |
| II   | Saint-Vaast         | 4,50          | 6 600                         |
| III  | Trivières           | 7,31          | 3 704                         |
| IV   | Houdeng-Aimeries    | 7,92          | 7 675                         |
| V    | Houdeng-Goegnies    | 8,88          | 8 499                         |
| VI   | Strépy-Bracquegnies | 7,70          | 8 231                         |
| VII  | Maurage             | 6,09          | 4 521                         |
| VIII | Boussoit            | 1,75          | 1 228                         |
| IX   | Haine-Saint-Pierre  | 5,00          | 7 437                         |
| X    | Haine-Saint-Paul    | 3,53          | 6 987                         |
| XI   | Besonrieux          | 3,01          | 1 708                         |

## Partnerská města
- Bojnice, Slovensko, 1992
- Córdoba, Španělsko, 1992
- Foligno, Itálie, 1996
- Kališ, Polsko, 1998
- Saint-Maur-des-Fossés, Francie, 1966